# Elpida
Elpida Karayiannopoulou (Grieks: Ελπίδα Καραγιαννοπούλου) (Spercheiada (Phthiotis), 1 oktober 1949) is een Grieks zangeres.

## Biografie
Elpida werd in 1949 geboren in Spercheiada, in Fthiotis. Op haar veertiende verhuisde ze naar de Griekse hoofdstad Athene. Haar zangcarrière begon toen ze twintig jaar oud was, waarna haar ster gestaag rees. In 1972 bracht ze haar eerste album uit. Er zouden er nog 24 volgen. In 1979 nam Elpida deel aan de Griekse nationale finale voor het Eurovisiesongfestival. Deze won ze afgetekend, waardoor ze haar vaderland mocht vertegenwoordigen in Jeruzalem. Met het nummer Socrates eindigde ze op de achtste plaats.
In 1986 werd ze door de Cypriotische openbare omroep intern aangeduid om het eiland te vertegenwoordigen op het Eurovisiesongfestival 1986. Met het nummer Tora zo eindigde ze echter op de laatste plaats, een unicum in de Cypriotische geschiedenis op het festival. In 1997 zette ze een punt achter haar carrière.
In 1979 trad ze in het huwelijk en in 1980 werd haar dochter, Hera, geboren. In 1988 kreeg ze een zoon, Stephanos genaamd.
1981: Island · 
1982: Anna Vissi · 
1983: Stavros & Konstandina · 
1984: Andy Paul · 
1985: Lia Vissi · 
1986: Elpida · 
1987: Alexia · 
1989: Fani Polymeri & Yiannis Savvidakis · 
1990: Haris Anastasiou · 
1991: Elena Patroklou · 
1992: Evridiki · 
1993: Zimboulakis & Van Beke · 
1994: Evridiki · 
1995: Alexandros Panayi · 
1996: Constantinos Christoforou · 
1997: Hara & Andreas Konstantinou · 
1998: Michalis Hatzigiannis · 
1999: Marlain · 
2000: Voice · 
2002: One · 
2003: Stelios Konstantas · 
2004: Lisa Andreas · 
2005: Constantinos Christoforou · 
2006: Annet Artani · 
2007: Evridiki · 
2008: Evdokia Kadi · 
2009: Christina Metaxa · 
2010: Jon Lilygreen & The Islanders · 
2011: Christos Mylordos · 
2012: Ivi Adamou · 
2013: Despina Olympiou · 
2015: Giannis Karagiannis · 
2016: Minus One · 
2017: Hovig · 
2018: Eleni Foureira · 
2019: Tamta · 
2021: Elena Tsagrinou · 
2022: Andromache · 
2023: Andrew Lambrou · 
2024: Silia Kapsis · 
2025: Theo Evan
1974: Marinella · 
1976: Mariza Koch · 
1977: Pascalis, Marianna, Robert & Bessy · 
1978: Tania Tsanaklidou · 
1979: Elpida · 
1980: Anna Vissi & Epikouri · 
1981: Yiannis Dimitras · 
1983: Kristi Stassinopoulou · 
1985: Takis Biniaris · 
1987: Bang · 
1988: Afroditi Frida · 
1989: Mariana Efstratiou · 
1990: Christos Callow & Wave · 
1991: Sophia Vossou · 
1992: Cleopatra · 
1993: Katerina Garbi · 
1994: Kostas Bigalis & The Sea Lovers · 
1995: Elina Konstantopoulou · 
1996: Mariana Efstratiou · 
1997: Marianna Zorba · 
1998: Thalassa · 
2001: Antique · 
2002: Michalis Rakintzis · 
2003: Mando · 
2004: Sakis Rouvas · 
2005: Elena Paparizou · 
2006: Anna Vissi · 
2007: Sarbel · 
2008: Kalomira · 
2009: Sakis Rouvas · 
2010: Giorgos Alkaios & Friends · 
2011: Loukas Giorkas feat. Stereo Mike · 
2012: Eleftheria Eleftheriou · 
2013: Koza Mostra feat. Agathonas Iakovidis · 
2014: Freaky Fortune feat. RiskyKidd · 
2015: Maria Elena Kiriakou · 
2016: Argo · 
2017: Demy · 
2018: Gianna Terzi · 
2019: Katerine Duska · 
2021: Stefania · 
2022: Amanda Tenfjord · 
2023: Victor Vernicos · 
2024: Marina Satti · 
2025: Klavdia